# Gerlóczy Sári
Gerlóczy Sári eredetileg Telléry Sára (Budapest, 1931. május 16. –) autodidakta festő, grafikus, jelmeztervező. Férje, dr. Gerlóczy Ferenc családnevét vette fel, akinek családja eredetileg a Kriegler nevet viselte, amit megváltoztattak. Gerlóczy Márton író, újságíró apai nagyanyja.
1949-ben érettségizett, de már 1947-ben önálló kiállításon mutatta be műveit.
Polgári származása miatt nem vették fel a főiskolára.
Így műszaki rajzoló, építész szerkesztő lett.
1970-től rendszeresen állít ki, eleinte mint underground művész, művelődési házakban, pincetárlatokon, más alkalmi helyeken. Színházaknál jelmezkivitelező, majd önálló jelmeztervező lett. Végre a 80-as évektől befogadta a képzőművész szakma.
Száz grafikát készített Esterházy Péter Tizenhét hattyúk c. regényéhez.

## Egyéni kiállítások
- 1947 – Budapest
- 1970 – Helikon Galéria, Budapest, Szentendre (kat.)
- 1972 – Visegrád
- 1973 – Szentendre – Nagykáta Művelődési Ház – Miskolci Galéria, Miskolc
- 1974 – József Attila Művelődési Központ, Budapest – Ferencvárosi Pincetárlat, Budapest
- 1976 – Innsbruck, Zentrum *107
- 1977 – Firenze
- 1982 – Helikon Galéria, Budapest
- 1984 – Nagykáta
- 1988 – Várszínház Galéria, Budapest
- 1995 – Bálint Ház, Budapest
- 1996 – Budapest Galéria, Budapest